# 12166 Oliverherrmann
12166 Oliverherrmann este un asteroid din centura principală de asteroizi.

## Descriere
12166 Oliverherrmann este un asteroid din centura principală de asteroizi. A fost descoperit pe 25 septembrie 1973 la Observatorul Palomar de Cornelis Johannes van Houten, Ingrid van Houten-Groeneveld și Tom Gehrels. Asteroidul prezintă o orbită caracterizată de o semiaxă mare de 2,65 ua, o excentricitate de 0,18 și o înclinație de 6,6° în raport cu ecliptica.